# Heinrich Ferdinand von der Leyen zu Nickenich

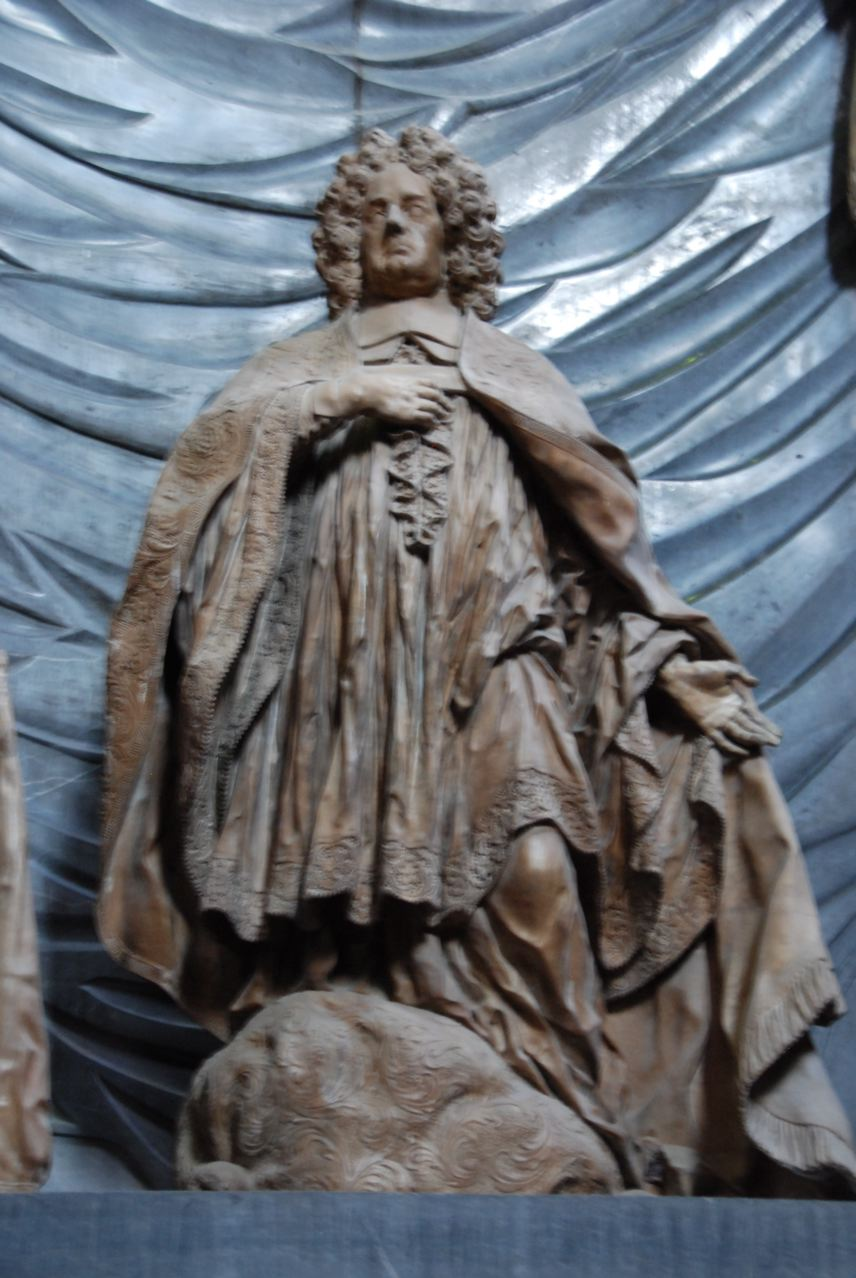
Dompropst Heinrich Ferdinand von der Leyen

Heinrich Ferdinand von der Leyen (* vermutlich 1639 in Köln; † 8. März 1714 in Mainz) war ein katholischer Geistlicher. Zuletzt war er Dompropst in Mainz und Chorbischof in Trier und diente auch als Gesandter.

## Leben
Er war Sohn von Lothar Ferdinand von der Leyen und Maria Sophia Brömser von Rüdesheim. Er besuchte Schulen in Köln und Trier. Von der Leyen trat in den geistlichen Stand ein. Seit 1653 war er Domizellar im Domkapitel in Trier und seit 1679 Archidiakon in Karden an der Mosel, wodurch er den Ehrentitel eines Trierer Chorbischofs trug. Später wurde er zudem Dompropst in Mainz. Die Wahl zum Bischof von Eichstätt, wo er auch eine Domherrenstelle innehatte, lehnte er 1705 aus Altersgründen ab.
Auf Grund seiner weltlichen Fähigkeiten diente er verschiedenen Herren als Diplomat. In dieser Eigenschaft war er auch 1677 Bevollmächtigter des Trierer Erzbischofs Johann Hugo von Orsbeck in Wien und 1689 Begleiter des Kurfürsten bei der Wahl von Joseph I. zum Römisch-deutschen König in Augsburg.
Heinrich Ferdinand von der Leyen stiftete seiner Heimatgemeinde Nickenich die versilberte Arnulfusstatue, die noch heute in der jetzigen Kirche vorhanden ist.

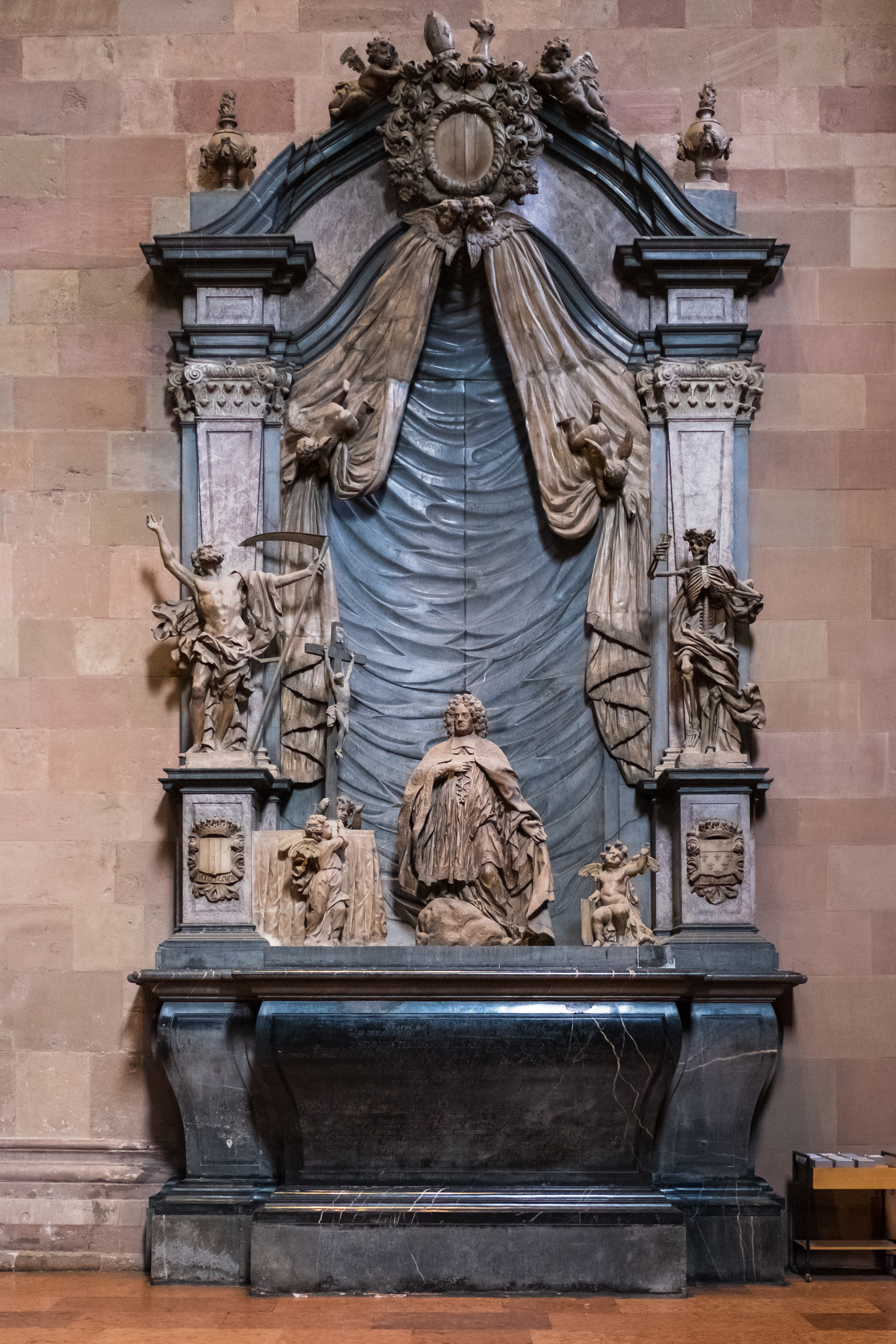
Grabmal im Südquerhaus des Mainzer Domes

Er wurde in einem aufwändigen Grabmal im Mainzer Dom beigesetzt. Das 8,33 m hohe Epitaph wurde von Johann Mauritz Gröninger geschaffen.